# Karim Ansarifard
Karim Ansarifard escutarⓘ; (em persa: کریم انصاری‌فرد; Ardabil, 3 de abril de 1990) é um futebolista iraniano que joga como atacante. Atualmente, joga pelo Aris.

## Carreira
Começou a carreira no Saipa, time de menor porte do Irã, se destacando por algumas temporadas. Na temporada 2012/2013, foi contratado pelo Persepolis, onde ficou somente uma temporada. Na temporada 2013/2014, foi contratado pelo Tractor Sazi da cidade de Tabriz. Um ano depois, foi contratado pelo Osasuna.
Ansarifard foi artilheiro da Iran Pro League em duas oportunidades, na temporada 2011/2012, com 21 gols pelo Saipa, e na temporada 2013/2014, marcando 15 gols pelo Tractor Sazi.

## Títulos
Olympiakos
- Superliga Grega: 2016–17

### Artilharias
- Iran Pro League de 2011–12 (21 gols)
- Iran Pro League de 2013–14 (14 gols)